# Stormvarning (radioprogram)
Stormvarning var ett radioprogram som sändes i Sveriges Radio P3 18 januari 1993–5 januari 1996. Programmet sändes från Malmö och leddes från början av Andromeda Madejska och Ola Finell. Till hösten 1993 ersattes Finell av Andreas Matz.
Stormvarning sändes på vardagsförmiddagar mellan 9:03 och 12:00. Det var ett av de första programmen att sändas i nya P3 med ungdomsprofil när kanalen nylanserades den 18 januari 1993. Innehållet handlade om högt och lågt kring ämnen som kärlek, hälsa och pengar.
Programmet sändes sista gången den 5 januari 1996. Dess tablåtid övertogs följande vecka av programmet Bossanova.